# Condado de Strafford
El condado de Strafford (en inglés: Strafford County), fundado en 1769, es uno de los diez condados del estado estadounidense de Nuevo Hampshire. En el 2010 tenía 123 143 habitantes. La sede del condado se encuentra localizada en Dover.

## Geografía
Según la Oficina del Censo, el condado tiene un área total de 995 km² (384,2 mi²), de la cual 956 km² (369,1 mi²) es tierra y 39 km² (15,1 mi²) (3.59%) es agua.

## Demografía
En el censo de 2000, hubo 112,233 personas, 42,581 hogares, y 27,762 familias residiendo en el condado. La densidad poblacional era de 304 personas por milla cuadrada (118/km²). En el 2000 había 45,539 unidades unifamiliares en una densidad de 48 km² (18,5 mi²). La demografía del condado era de 96.29% blancos, 0.63% afroamericanos, 0.21% amerindios, 1.39% asiáticos, 0.05% isleños del Pacífico, 0.30% de otras razas y 1.14% de dos o más razas. 1.03% de la población era de origen hispano o latino de cualquier raza. 15.8% eran de origen inglés, 6.3% italiano, 14.0% francés, 10.5% franco-canadiense, 6.2% alemán, 14.9% irlandés y 7.6% estadounidense 93.7% de la población hablaba inglés y 3.2% francés en casa como lengua materna. 
La renta per cápita promedia del condado era de $44,803, y el ingreso promedio para una familia era de $53,075. En 2000 los hombres tenían un ingreso per cápita de $36,661 versus $26,208 para las mujeres. La renta per cápita para el condado era de $20,479 y el 9.20% de la población estaba bajo el umbral de pobreza nacional.

## Ciudades y pueblos
- Barrington
- Dover
- Durham
- Farmington
- Lee
- Madbury
- Middleton
- Milton
- New Durham
- Rochester
- Rollinsford
- Somersworth
- Strafford